# Anton (Lernsoftware)
Anton (Eigenschreibweise: ANTON) ist eine von dem deutschen Softwareentwickler solocode GmbH und vom Europäischen Fonds für regionale Entwicklung (EFRE) geförderte interaktive Freemium-Lernsoftware für Schüler der Klassen 1–10, der gymnasialen Oberstufe sowie der Vorschule. Sie enthält grundlegende Übungen zu den jeweiligen Fächern, die sich an den Lehrplänen orientieren und jeweils in Klassenstufen sortiert sind. Stand 2024 umfasste die Lernsoftware 100.000 Aufgaben, 200 interaktive Übungstypen, Erklärungen und Lernspiele.
Die App ist zur Webanwendung im Browser als auch für IOS und Android verfügbar. Es belegt im App-Store in der Kategorie Bildung den 4. Platz, hat bei insgesamt ca. 250.000 Bewertungen eine Durchschnittswertung von 4,9 der möglichen 5 Sterne, und war in der Corona-Pandemie eines der wichtigsten digitalen Lernangebote deutschlandweit.

## Entwicklung
Anton wurde von der solocode GmbH entwickelt und im Jahr 2016 veröffentlicht. Anfangs lag der Fokus der App hauptsächlich auf dem Fach Mathematik, wurde jedoch später auf andere Fächer wie Deutsch, Sachkunde und Englisch erweitert. Die Entwicklung der App wurde durch kontinuierliches Feedback von Lehrkräften, Eltern und Schülern vorangetrieben, um sicherzustellen, dass die Inhalte den Lehrplänen und den Bedürfnissen der Nutzer entsprechen.
Im Verlauf der Weiterentwicklung wurden verschiedene Funktionen und Verbesserungen eingeführt, darunter Lernspiele, Belohnungssysteme (mithilfe sog. Sterne, mit denen Coins (deutsch Münzen) erworben werden können) und die Möglichkeit für Lehrkräfte, individuelle Lerninhalte und Aufgaben für ihre Schüler zu erstellen. Die App wurde regelmäßig aktualisiert, um neue pädagogische Ansätze und Technologien zu integrieren.
Im Zuge der COVID-19 Pandemie waren weltweit Schüler gezwungen, sich in Quarantäne zu begeben. In diesem Zeitraum war lediglich Distanzlernen möglich, infolgedessen Anton eine bedeutsame Rolle in der Bildung während der COVID-19 Pandemie spielte und in Deutschland sowie bei im Ausland lebenden Deutschen große Beliebtheit erwarb.
Mittlerweile ist Anton bereits in vielen Ländern verfügbar, jedoch sind die Aufgaben in der App nicht überall identisch, sondern an die jeweiligen landesspezifischen Lehrpläne angepasst.

## Lernansatz
Anton vermittelt auf spielerische Weise in 14 Fächern (Deutsch, Mathematik, Englisch, Sachunterricht, Geographie, Biologie, Chemie, Physik, Geschichte, Deutsch als Zweitsprache (DaZ), Musik, später auch Französisch, Italienisch, Russisch, Ukrainisch) für die Klassen 1–10 aller Schulformen Wissen und Lernstoff in Form von Übungen und interaktive Erklärungen. Die Lernphilosophie ist spielartig und enthält ein Belohnungssystem mit Sternen und Pokalen, das die Schüler durch den Lernfortschritt erhalten können. Sterne erhält man von den standardisierten Aufgaben, Pokale erhält man durch die Tests am Ende von den jeweiligen Lernthemen. Für sechs dieser Sterne und Pokale erhält der Schüler jeweils einen Coin. Mit den Coins können die Schüler die Videospiele in Anton spielen und deren Avatare gestalten und personalisieren.
Der Lernfortschritt, die gelernten Themen und die Anzahl der Münzen und Sterne können von der Lehrkraft eingesehen werden, wenn die Konten der Schüler sich in einem digitalen Klassenzimmer befinden, das die Lehrkraft erstellen kann und dem die Schüler mithilfe eines Codes beitreten können.

## Funktionen

### (Lern-)Spiele
Anton bietet eine Auswahl an Videospielen an, die mit den durch den Lernfortschritt erhaltenen Coins gespielt werden können. Es sind in der Regel einfach gehaltene Spiele, bei denen der Spieler jeweils drei Chancen hat, in den jeweiligen Spielen so weit wie möglich zu kommen. Drei dieser Spiele sind zudem galerieähnliche Ausstellungen, wo man eigene Bilder, Avatare etc. ausstellen kann und durch Herzen (likes) Feedback von anderen Schülern erhalten kann. Für alle Spiele gibt es zudem Ranglisten, mit denen man die eigene erzielte Punktzahl mit anderen Schülern der eignen Schule oder der eigenen Klasse in einem selbst entschiedenen Zeitraum vergleichen kann. Viele der Spiele haben zudem einen neurologischen Lerneffekt.

## Anton-Plus
Bei Anton handelt es sich um eine kostenlose Software, jedoch kann man mit einem Abonnement, dem sog. Anton Plus, sich Vorteile erschaffen. Mit Anton-Plus erhalten die Schüler den Offline-Modus, mit dem die Möglichkeit besteht, auf dem Smartphone und Tablet auch ohne Internetverbindung zu lernen. Außerdem werden zusätzliche Spiele und mehr Möglichkeiten, den individuellen Avatar zu gestalten, freigeschaltet. Das Anton-Plus gibt es ab 10 Euro inklusive Mehrwertsteuer für eine Laufzeit von 12 Monaten. Es gilt lediglich für einen Nutzer auf allen Geräten.

## Trivia
Eines der Lernspiele in Anton, Pixelpaint, erfreut sich großer Beliebtheit. Würde man alle Bilder ausdrucken, die alle Benutzer im Anton-Spiel Pixelpaint gemalt haben, käme man auf eine Länge von 42 km (etwa die Strecke eines Marathons).